# ادواردو اسکاناگاتا
ادواردو اسکاناگاتا (انگلیسی: Edoardo Scanagatta؛ زادهٔ ۶ آوریل ۲۰۰۲) بازیکن فوتبال است.
وی همچنین در تیم ملی فوتبال زیر ۱۷ سال ایتالیا بازی کرده‌است.